# デア・アングリフ

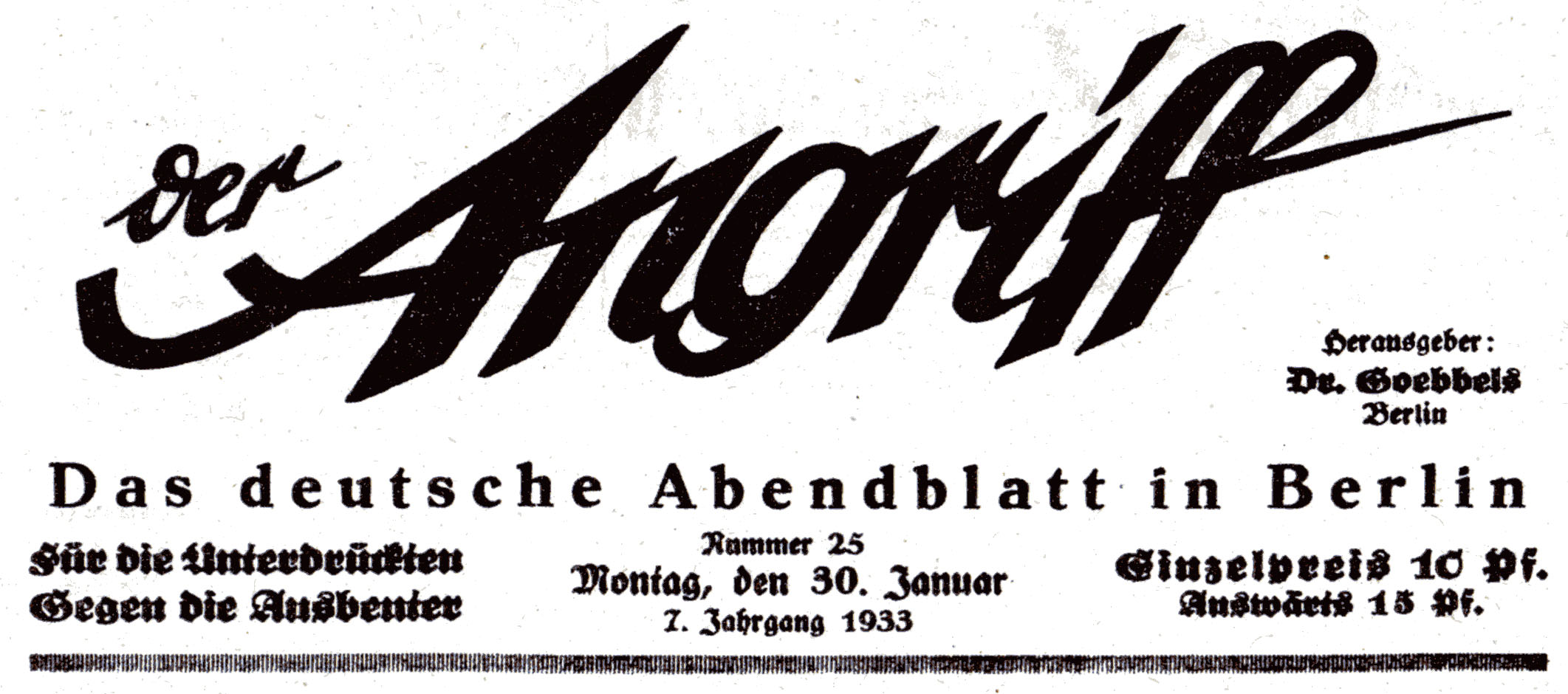
デア・アングリフ夕刊の題字（1933年）

『デア・アングリフ』（ドイツ語: Der Angriff）は、ヨーゼフ・ゲッベルスが1927年にベルリンで創刊した新聞。"Der Angriff" は、ドイツ語で「攻撃」の意。

## 歴史
1926年にナチスのベルリン大管区指導者に就任した後、ゲッベルスはこの新聞を創刊した。新聞の運営資金の大部分は党が提供した。初代編集長はヴィリ・クラウゼ（Willi Krause、ペンネームはペーター・ハーゲン（Peter Hagen）、ユリウス・リッペルト（de:Julius Lippert）が2代目の編集長となり、1935年からはゲッベルスの信頼が厚いハンス・シュヴァルツ・ファン・ベルク（de:Hans Schwarz van Berk)
が編集長をつとめた。
当初は週に1回の発行だったが、後に週2回、1930年11月に日刊、1932年には夕刊が登場して毎日2回発行となる。内容は党のプロパガンダ、ヴァイマル共和政に反対のアジテーション、そして反ユダヤ主義だった。新聞はベルリン警察のユダヤ人副署長ベルンハルト・ヴァイスを定期的に攻撃。このため、1931年11月4日、ベルリン警察署長アルベルト・グジェジンスキ（de:Albert Grzesinski）により一時的な発禁処分を受けた。
発行部数は1927年に約2,000部、1936年に146,694部、1944年に306,000部へと増加した。
1933年、ナチスが政権を奪取して以降、デア・アングリフの重要性は緩やかに減少したが、連合軍のベルリン爆撃が始まってからはベルリン市民の士気を維持するため発行部数は増加した。デア・アングリフはドイツ降伏直前の1945年4月24日まで発行を続けた。
映画『カサブランカ』には、リックによってカジノから閉め出されたナチスの文民が怒りながら「デア・アングリフにこの冷遇を報告するぞ」と言う場面がある。